# Jamaikanische Badmintonmeisterschaft 1997
Die Jamaikanische Badmintonmeisterschaft 1997 fand vom 25. bis zum 27. Oktober 1997 im Constant Spring Golf and Country Club in Kingston statt. Es war die 50. Austragung der nationalen Titelkämpfe im Badminton von Jamaika.

## Sieger und Finalisten
| Disziplin            | Gold                     | Silber                       |
| -------------------- | ------------------------ | ---------------------------- |
| Herreneinzel         | Robert Richards          | Roy Paul jr.                 |
| Dameneinzel          | Nigella Saunders         | Shackerah Cupidon            |
| Married Couples      | Aphen Yap Gale Yap       | Joseph Clarke Gillian Clarke |
| Parent & Child       | Wayde Marr Rori Marr     | Alex Haddad Helena Haddad    |
| Masters Herreneinzel | Steven Kitchin           | Garth King                   |
| Masters Damendoppel  | Carol Chen Helena Haddad | Marcia Williams Joyce Marr   |
| Masters Mixed        | Ricardo Teape Carol Chen | Wayde Marr Joyce Marr        |